# Yves Saint Laurent (marcă)
Yves Saint Laurent sau YSL este o companie care produce bunuri de lux fondată de Yves Saint Laurent și partenerul său Pierre Bergé. Astăzi designerul șef este Stefano Pilati. Yves Saint Laurent, fondatorul mărcii a murit în 2008.

## Istorie
Yves Saint Laurent a fost fondată de Yves Saint Laurent și Pierre Bergé în 1962, iar logo-urile actuale au fost create de Adolphe Mouron Cassandre.; 

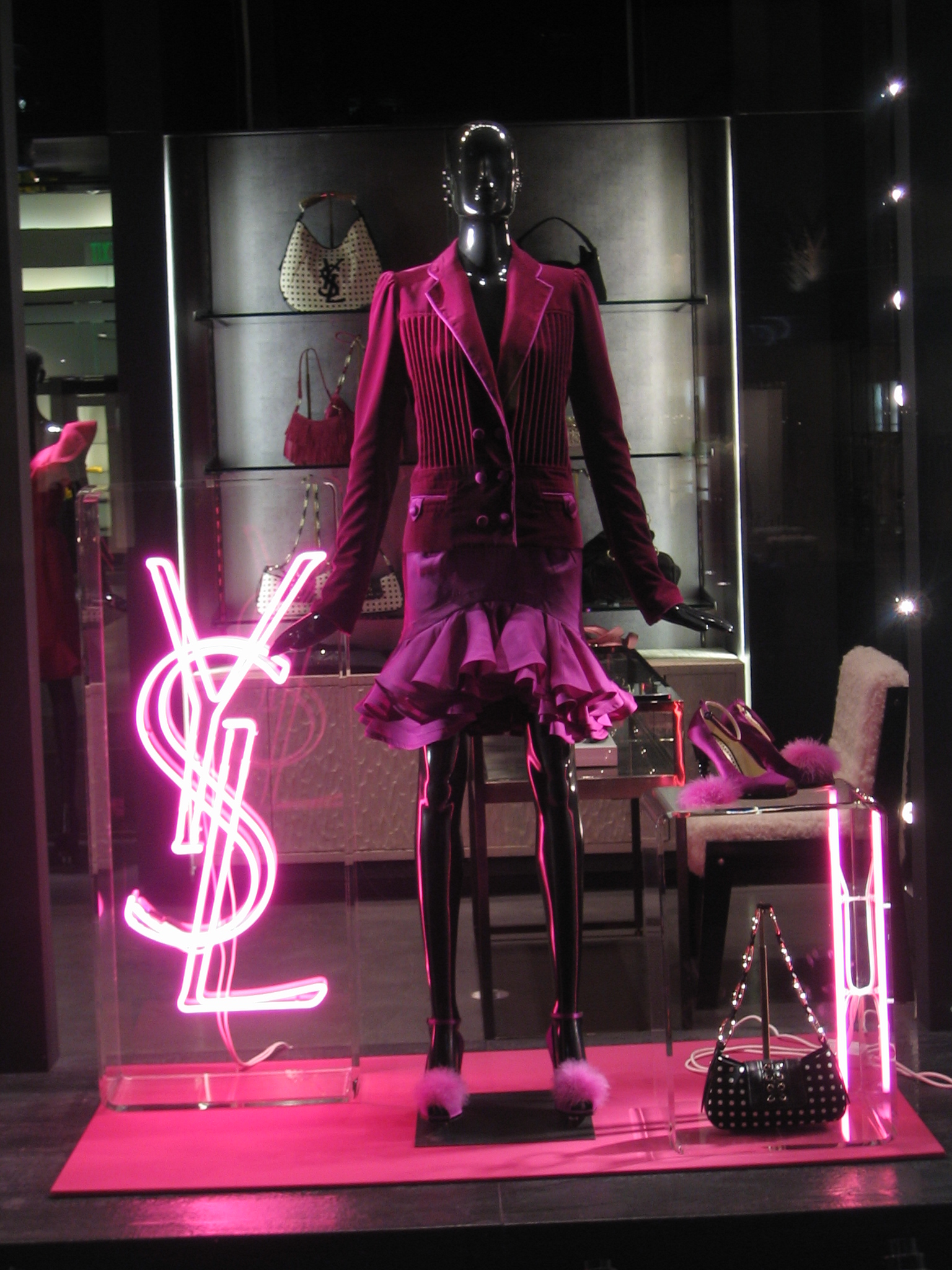
Yves Saint Laurent în Los Angeles, California

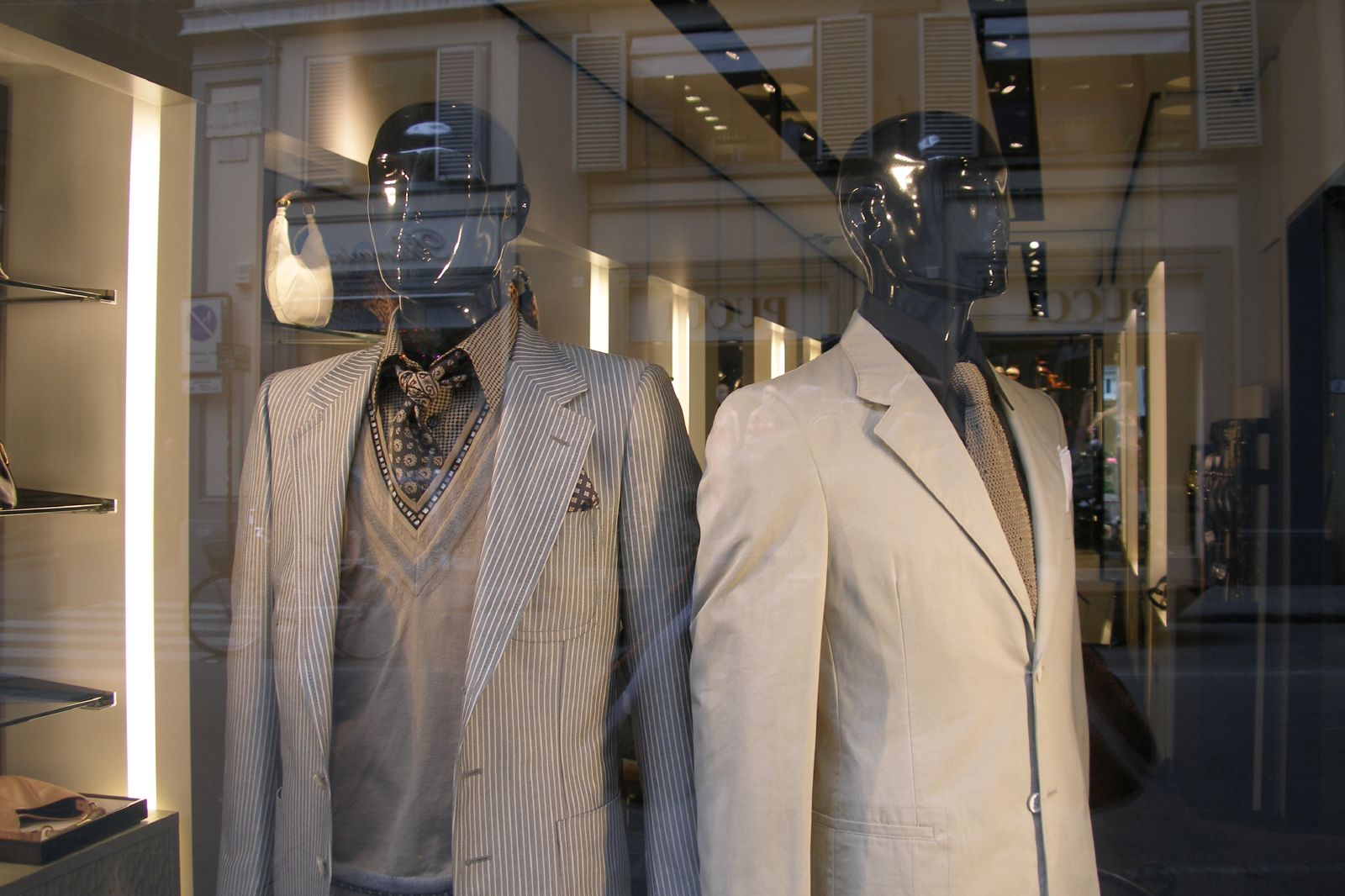
Îmbrăcăminte pentru bărbați Yves Saint Laurent în Florența, Italia.